# Rodriguezia refracta
Rodriguezia refracta är en orkidéart som först beskrevs av John Lindley och Jean Jules Linden, och fick sitt nu gällande namn av Heinrich Gustav Reichenbach. Rodriguezia refracta ingår i släktet Rodriguezia och familjen orkidéer. Inga underarter finns listade i Catalogue of Life.